# یوسف پشندی
یوسف پشندی (۱۲۹۹ – ۴ خرداد ۱۳۸۵) بازیگر سینما و تلویزیون اهل ایران بود.

## فیلم‌شناسی

### سینما
| سال  | عنوان                    |
| ---- | ------------------------ |
| ۱۳۸۵ | گیس‌بریده                 |
| ۱۳۸۴ | سرتو بدید رفیق           |
| ۱۳۸۳ | کوچولوی خوش‌شانس          |
| ۱۳۸۲ | بر بوم زمان (اپیزود دوم) |
| ۱۳۸۲ | جنایت                    |
| ۱۳۸۲ | ملاقات با طوطی           |
| ۱۳۸۱ | توکیو بدون توقف          |
| ۱۳۸۰ | خواب سفید                |
| ۱۳۷۸ | شوخی                     |
| ۱۳۷۵ | شب روباه                 |

### مجموعهٔ تلویزیونی
| سال       | عنوان       |
| --------- | ----------- |
| ۱۳۸۲–۱۳۸۳ | نقطه‌چین     |
| ۱۳۸۲      | کوچه اقاقیا |